# Ravsjan Kulob
Ravsjan Kulob (tadzjikiska: Равшан Кўлоб), är en fotbollsklubb från staden Kulob i Tadzjikistan. Klubben bildades år 1965 som Ansol Kulob. Klubben bytte år 2003 namn till Olimp-Ansol Kulob och fick sitt nuvarande namn år 2005.
Klubben spelar för närvarande i den högsta divisionen, tadzjikiska ligan. Hemmamatcherna spelas på Langari Langarijeva-stadion i Kulob. Klubben vann sin första ligatitel säsongen 2012, då man vann ligan 1 poäng före Regar-TadAZ Tursunzoda. Klubben har även vunnit den tadzjikiska cupen vid ett tillfälle, 1994.

## Meriter
- Tadzjikiska ligan: 1
2012
- Tadzjikiska cupen: 2
1994, 2020

## Placering tidigare säsonger
| Säsong | Nivå | Liga       | Placering | Referens | Notering |
| ------ | ---- | ---------- | --------- | -------- | -------- |
| 2021   | 1    | Ligai olii | 7         | [ 5 ]    |          |
| 2022   | 1    | Ligai olii | 2         | [ 6 ]    |          |
| 2023   | 1    | Ligai olii | 2         | [ 7 ]    |          |
| 2024   | 1    | Ligai olii | 3         | [ 8 ]    |          |